# Alexis Mac Allister
Alexis Mac Allister   (Santa Rosa, 24 de desembre de 1998) és un futbolista que juga de migcampista en el Liverpool F. C. de la Premier League i a la selecció de futbol de l’Argentina.

## Biografia
Alexis Mac Allister va néixer el 24 de desembre de 1998 a Santa Rosa, Argentina. El seu pare és Carlos Mac Allister el qual és un exfutbolista i polític argentí actual. Els seus dos germans grans són Kevin Mac Allister, que juga de defensa en el Royale Union Saint-Gilloise i Francis Mac Allister que juga de migcampista en el Instituto ACC.

## Trajectòria

### Argentinos Juniors
Igual que els seus dos germans, va començar la seva carrera futbolística a Argentinos Juniors. El seu debut com a professional a Argentinos va arribar a  l'octubre de 2016.
El 10 de març de 2017, va marcar el seu primer gol com a futbolista professional. En total en la temporada 2016-17 va marcar tres gols en vint-i-dos partits, que li va servir per proclamar-se campions de la Primera B Nacional 2016-17, per tant, van ascendir a la Primera Divisió d’Argentina 2017-18 on va fer la seva primera aparició el 9 de setembre i va marcar 3 gols en vint-i-set partits.

### Brighton & Hove Albion F.C.
El 24 de gener del 2019, el Brighton & Hove Albion F. C. de la Premier League, el va fitxar per 8 milions de €, per una futura venda.

#### Cessió a Argentinos Juniors
El 25 de gener del 2019 va tornar a Argentinos Juniors per estar cedit, on va marcar 6 gols en trenta i dos partits. El 30 de juny de 2019 va finalitzar la seva cessió.

#### Cessió a Boca Juniors
L’1 de juliol de 2019 va estar cedit a Boca Juniors, on el 6 de juliol va marcar el seu primer gol amb Boca Juniors en un amistós. Aquesta temporada va guanyar la Primera Divisió d’Argentina 2019-20 i va finalitzar la seva cessió.

### Tornada al Brighton & Hove Albion F.C.
Al 30 de gener de 2020 va deixar Boca Juniors, amb una mica de polèmica per declaracions amb Jorge Bermúdez (integrant del consell de futbol de Boca) sobre la gestió del traspàs i les reals intencions de Boca Juniors per retenir-lo. A la 21-22 va tenir un gran rendiment marcant 4 gols en un partit, sent a més campió de la Copa del Món de Futbol de 2022 com a titular amb la Selecció de Futbol de l’Argentina. Al Brighton va aconseguir portar l'equip a la seva millor posició històrica (6è) a la Premier League, amb 10 gols marcats en 32 partits, i classificant per a l'Europa League per primera vegada a la història de la institució.

### Liverpool F.C.
El 8 de juny de 2023 es va confirmar el seu fitxatge per al Liverpool FC per 35 mills. de £, sent incorporat amb el dorsal número 10. El 13 d'agost va ser titular per primera vegada en la Premier League 23-24 contra el Chelsea. El 3 de desembre va marcar el seu primer gol amb la samarreta dels Reds davant del Fulham FC, on acabaria 4:3 a favor del Liverpool.
El 2025, Mac Allister es va consolidar com una peça clau al centre del camp del Liverpool. La seva destacada actuació a l'abril li va valer el reconeixement com a Jugador del Mes de la Premier League, convertint-se en el quart argentí en la història a rebre aquest guardó. A més, el seu rendiment va ser fonamental en la conquesta del títol de la Premier League 2024-25 per part del Liverpool.